# 瑪麗·鮑爾·華盛頓

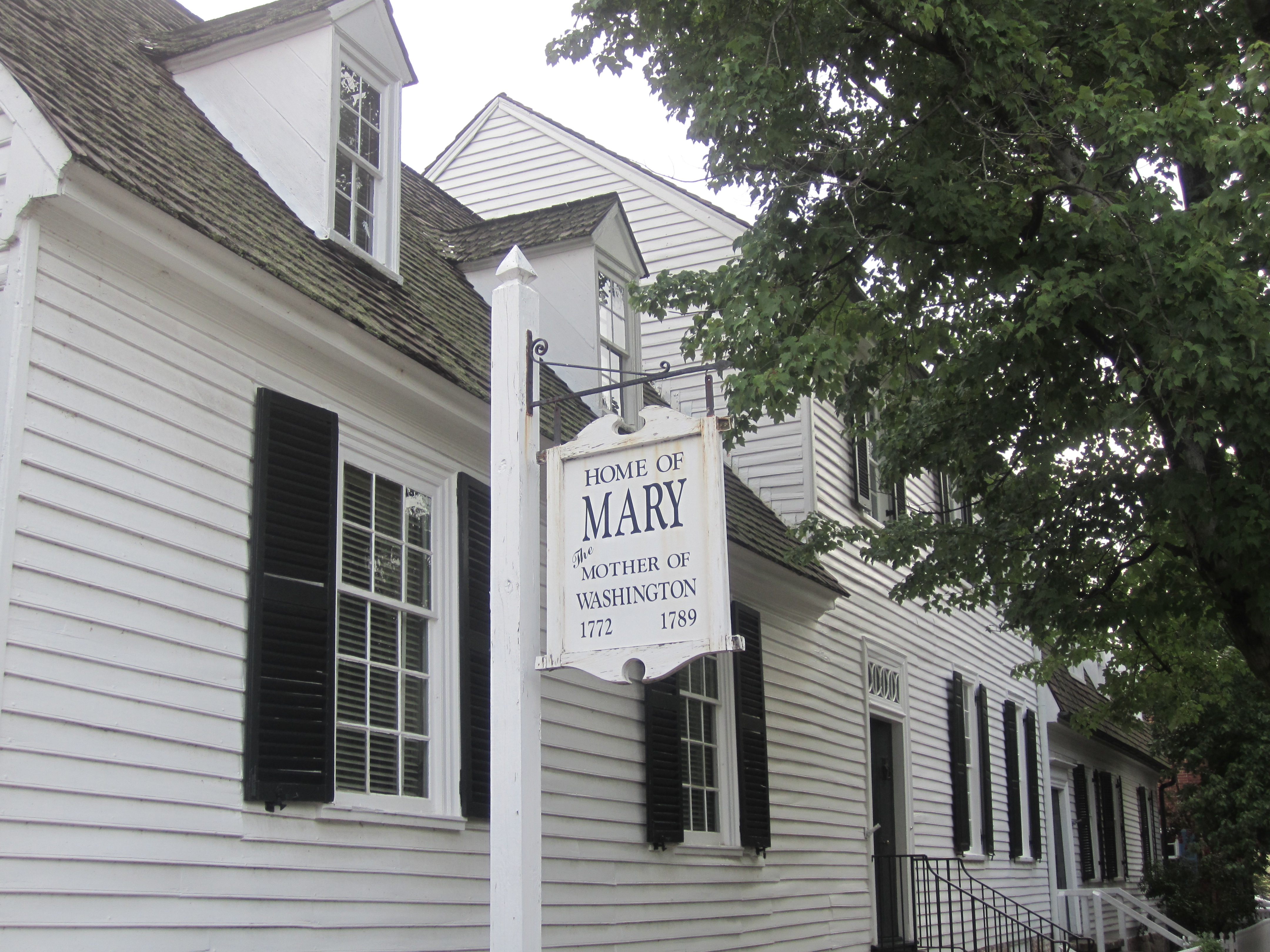
弗雷德里克斯堡的瑪麗華盛頓宅

瑪麗·鮑爾·華盛頓（Mary Ball Washington，出生名為Mary Ball，1708年11月30日—1789年8月26日）是美國國父喬治·華盛頓之母，弗吉尼亞種植園主奧古斯丁·華盛頓的第二位妻子。

## 生平
她出生於弗吉尼亞萊夫利，是其父約瑟夫·馬特烏斯·鮑爾（Joseph Matthäus Ball）和其第二任妻子瑪麗·約翰遜唯一的子女，有四分之三英格蘭和四分之一荷蘭血統。 她三歲喪父、十二歲喪母，之後按其父遺囑由律師喬治·艾斯克里奇（George Eskridge）看護。後來22歲時與喪妻的奧古斯丁·華盛頓相遇并結婚，共育有包括長子喬治在內的六名子女，其中一名早夭。
1743年奧古斯丁去世，她沒有再婚，而是操持家計養大了她的子女們。據說她本人相當反對喬治·華盛頓的革命觀點，按當時弗吉尼亞法軍官兵所述，她實際上是一位保皇黨。雖然她曾向弗吉尼亞政府請求救濟，但實際並不窮困，喬治曾在弗雷德里克斯堡給她買過一套別墅。 在維農山莊臨終時她將所有財產交給了喬治繼承。

## 遺產
弗雷德里克斯堡有多個紀念瑪麗·華盛頓的紀念碑，當地現在還有保存完好的瑪麗華盛頓宅。此外弗雷德里克斯堡的瑪麗華盛頓大學和瑪麗華盛頓醫院都是為了紀念她而命名的。

## 外部連結
- His "Revered Mother" at HistoryPoint.org
- The Mary Washington House on the APVA Preservation Virginia website
- Oh, Mother!
- The Life and Legacy of the "Grandmother of our Country" （页面存档备份，存于）